# Terpsichore chrysleri
Terpsichore chrysleri är en stensöteväxtart som först beskrevs av Edwin Bingham Copeland, och fick sitt nu gällande namn av Alan Reid Smith. Terpsichore chrysleri ingår i släktet Terpsichore och familjen Polypodiaceae. Inga underarter finns listade.